# Ted Moore
Frank Edward Moore (* 7. August 1914 in Muizenberg; † Juli 1987 in Surrey) war ein in Südafrika geborener britischer Kameramann.

## Leben und Wirken
1914 wurde Ted Moore in der Nähe von Kapstadt geboren, aber seine Familie übersiedelte mit ihm 1930 nach Großbritannien. 1939 ging er freiwillig zur Royal Air Force. Er war dort Mitglied einer Filmabteilung. Für seine Luftaufnahmen von Gestapo-Hauptquartieren und deutschen U-Boot-Bunkern auf Feindflügen wurde Moore mit dem Croix de guerre ausgezeichnet. Während einer Freistellung arbeitete Moore 1941 als einer von mehreren Kameraleuten an dem Propagandafilm Die nächsten Angehörigen.
Nach seiner Entlassung aus dem Kriegsdienst wurde Moore als einfacher Kameramann („camera Operator“) eingesetzt. In dieser Funktion war er an der Fotografie zu einigen Produktionen wie Der Verdammte der Inseln und African Queen (beides 1951) beteiligt. Außerdem zeichnete er auch für die Kameraführung an der Eisenbahn-Komödie Die feurige Isabella sowie an den Abenteuer- bzw. Kostümstoffen Der Freibeuter und Unter schwarzem Visier verantwortlich.
Mit dem in West-Berlin entstandenen Nachkriegsdrama Kennwort: Berlin Tempelhof begann Ted Moore 1954 seine Laufbahn als Chefkameramann. Noch im selben Jahrzehnt war er für einige von Albert R. Broccoli produzierte Filme tätig und wurde so später der Bildgestalter von sieben James-Bond-Filmen aus der Broccoli-Produktion. Höhepunkt seiner Karriere war 1967 die Auszeichnung mit dem Oscar für Fred Zinnemanns Historiendrama Ein Mann zu jeder Jahreszeit.

## Auszeichnungen (Auswahl)
Academy Awards
- 1967 – Oscar für Ein Mann zu jeder Jahreszeit

British Film Academy Award
- 1964 – Auszeichnung für James Bond 007 – Liebesgrüße aus Moskau
- 1968 – Auszeichnung für Ein Mann zu jeder Jahreszeit

## Filmografie (Auswahl)
als Chefkameramann
- 1955: Kennwort: Berlin-Tempelhof (A Prize of Gold)
- 1955: Himmelfahrtskommando (The Cockleshell Heroes)
- 1956: Zarak Khan (Zarak)
- 1957: Onkel George und seine Mörder (How to Murder a Rich Uncle)
- 1960: Der Mann mit der grünen Nelke (The Trials of Oscar Wilde)
- 1962: James Bond – 007 jagt Dr. No (Dr. No)
- 1963: Liebesgrüße aus Moskau (From Russia with Love)
- 1963: Neun Stunden zur Ewigkeit (Nine Hours to Rama)
- 1964: Goldfinger
- 1965: Feuerball (Thunderball)
- 1965: Die amourösen Abenteuer der Moll Flanders (The Amorous Adventures of Moll Flanders)
- 1966: Ein Mann zu jeder Jahreszeit (A Man for All Seasons)
- 1967: Die letzte Safari (The Last Safari)
- 1968: Shalako
- 1969: Die besten Jahre der Miss Jean Brodie (The Prime of Miss Jean Brodie)
- 1969: Der gefährlichste Mann der Welt (The Most Dangerous Man in the World)
- 1971: Diamantenfieber (Diamonds Are Forever)
- 1973: Leben und sterben lassen (Live and Let Die)
- 1973: Sindbads gefährliche Abenteuer (The Golden Voyage of Sinbad)
- 1974: The Story of Jacob and Joseph
- 1974: Der Mann mit dem goldenen Colt (The Man with the Golden Gun)
- 1977: Sindbad und das Auge des Tigers (Sinbad and the Eye of the Tiger)
- 1981: Kampf der Titanen (Clash Of The Titans)

## Quelle
- http://www.james-bond007.de/html/kameramaenner2.html